# نادي قلوة
نادي قِلوة السعودي هو أحد أندية الدرجة الثالثة بمنطقة الباحة في محافظة قلوة، وتأسس في عام 1436هـ.

## تاريخ التأسيس
تعاقب على رئاسة النادي منذ تأسيسه العديد من الرؤساء وهم :
- موسى بن راشد الزهراني ( مؤسس النادي )
- سعد الدويحي
- موسى إبراهيم آل خضران
- علي الصلاحي (الرئيس الحالي للنادي)

## تشكيلة الفريق الحالية
ملاحظة: تشير الأعلام إلى المنتخب الوطني على النحو المحدد في قواعد الأهلية للفيفا. قد يحمل اللاعبون أكثر من جنسية واحدة غير تابعة للفيفا.
| الرقم | البلد    | المركز | اللاعب             |
| ----- | -------- | ------ | ------------------ |
| --    | السعودية | حارس   | عاصم الغامدي       |
| --    | السعودية | حارس   | جابر الجيزاني      |
| --    | السعودية | حارس   | محمد الزهراني      |
| --    | السعودية | مدافع  | رامي الأحمدي       |
| --    | السعودية | مدافع  | عمر العمري         |
| --    | السعودية | مدافع  | عمر الغامدي        |
| --    | السعودية | مدافع  | عبد المحسن المعلوي |
| --    | السعودية | مدافع  | مفرح هزازي         |
| --    | السعودية | مدافع  | عثمان قاسم         |
| --    | السعودية | مدافع  | أحمد سوقان         |
| --    | تونس     | مدافع  | أسامة العمراني     |
| --    | السعودية | مدافع  | خالد الزبيدي       |
| --    | السعودية | وسط    | حمد الغامدي        |
| --    | السعودية | وسط    | عبد الملك الحربي   |

| الرقم | البلد      | المركز | اللاعب              |
| ----- | ---------- | ------ | ------------------- |
| --    | السعودية   | وسط    | عبده المنديلي       |
| --    | السعودية   | وسط    | عبد الرحمن العمري   |
| --    | السعودية   | وسط    | عبد المجيد الزهراني |
| --    | السعودية   | وسط    | وليد الزبيدي        |
| --    | السعودية   | وسط    | خالد عريشي          |
| --    | السعودية   | وسط    | ناصر بريك           |
| --    | السعودية   | وسط    | إبراهيم جمعان       |
| --    | السعودية   | وسط    | محمد مجهول          |
| --    | ساحل العاج | وسط    | محمد سانوغو فييرا   |
| --    | السعودية   | مهاجم  | مفلح الشهراني       |
| --    | السعودية   | مهاجم  | عبد العزيز الزهراني |
| --    | السعودية   | مهاجم  | عبد الله سفياني     |
| --    | غانا       | مهاجم  | برنارد آرثور        |